# 마이 블랭키
《마이 블랭키》(Blackie & Kanuto)는 2013년 공개된 애니메이션 영화이다.